# Precese

Precese setrvačníku

Precese je fyzikální jev, při němž se působením vnější dvojice sil mění orientace osy setrvačníku v prostoru.
Působí-li na rotující těleso obecně orientovaná vnější dvojice sil, můžeme tuto dvojici sil rozložit na složku rovnoběžnou s osou rotace a na složku kolmou k této ose. První složka podle své orientace buď urychluje rotaci tělesa, nebo ji naopak snižuje. Druhá, kolmá složka dvojice vnějších sil pak způsobuje změnu orientace osy rotace tělesa, která se začne otáčet podle osy kolmé na osu rotace tělesa i na druhou složku dvojice vnějších sil.
Typickým případem je působení gravitačního pole na setrvačník. Takovým setrvačníkům se říká těžké. Pokud setrvačník postavíme hrotem rotační osy na pevnou horizontální podložku tak, že jeho osa bude k této podložce skloněna (jeho těžiště nebude přesně vertikálně nad bodem opření), začne na setrvačník působit dvojice sil a to tíha (váha) setrvačníku působící v jeho těžišti vertikálním směrem dolů a stejně velká reakční síla odporu podložky, působící v hrotu osy vertikálně směrem nahoru.
Důsledkem působení této vnější dvojice sil je precese osy rotace, tj. tato osa začne vykonávat periodický pohyb po plášti kužele s vrcholem v bodu opření osy setrvačníku na podložku.
Zvláštním případem precese je precese zemské osy.